# Miro à ailes blanches
Peneothello sigillata
Espèce
Statut de conservation UICN

 LC  : Préoccupation mineure
Le Miro à ailes blanches (Peneothello sigillata) est une espèce de passereaux de la famille des Petroicidae.

## Répartition
Cet oiseau vit en Nouvelle-Guinée.

## Habitat
Il habite les forêts humides tropicales et subtropicales d'altitude.

## Sous-espèces
D'après Alan P. Peterson, il existe 4 sous-espèces :
- Peneothello sigillata hagenensis Mayr & Gilliard 1952 ;
- Peneothello sigillata quadrimaculata (Oort) 1910 ;
- Peneothello sigillata saruwagedi (Mayr) 1931 ;
- Peneothello sigillata sigillata (De Vis) 1890.